# Damernas tvåmanna i bob vid olympiska vinterspelen 2002
Damernas bobåkning i vinter-OS 2002 ägde rum i Park City i Salt Lake City, USA den 19 februari 2002. 

## Medaljörer
| Gren            | Guld                            | Silver                                 | Brons                                   |
| Damer, tvåmanna | USA Jill Bakken Vonetta Flowers | Tyskland Sandra Prokoff Ulrike Holzner | Tyskland Susi Erdmann Nicole Herschmann |

## Resultat
| Placering | Land                   | Idrottare                               | Åk 1  | Åk 2  | Totalt  |
| --------- | ---------------------- | --------------------------------------- | ----- | ----- | ------- |
|           | USA (USA-2)            | Jill Bakken Vonetta Flowers             | 48,81 | 48,95 | 1:37,76 |
|           | Tyskland (GER-1)       | Sandra Prokoff Ulrike Holzner           | 49,10 | 48,96 | 1:38,06 |
|           | Tyskland (GER-2)       | Susi Erdmann Nicole Herschmann          | 49,19 | 49,10 | 1:38,29 |
| 4         | Schweiz                | Françoise Burdet Katharina Sutter       | 49,28 | 49,06 | 1:38,34 |
| 5         | USA (USA-1)            | Jean Racine Gea Johnson                 | 49,31 | 49,42 | 1:38,73 |
| 6         | Nederländerna (NED-1)  | Eline Jurg Nannet Kiemel                | 49,64 | 49,54 | 1:39,18 |
| 7         | Italien                | Gerda Weissensteiner Antonella Bellutti | 49,66 | 49,55 | 1:39,21 |
| 8         | Ryssland               | Viktoria Tokovaja Kristina Bader        | 49,72 | 49,55 | 1:39,27 |
| 9         | Kanada                 | Christina Smith Paula McKenzie          | 49,60 | 49,75 | 1:39,35 |
| 10        | Nederländerna (NED-2)  | Ilse Broeders Jeanette Pennings         | 49,70 | 49,67 | 1:39,37 |
| 11        | Storbritannien (GBR-2) | Michelle Coy Jackie Davies              | 49,77 | 49,78 | 1:39,55 |
| 12        | Storbritannien (GBR-1) | Cheryl Done Nicola Gautier              | 50,10 | 49,79 | 1:39,89 |
| 13        | Ungern                 | Ildikó Strehli Éva Kürti                | 49,99 | 49,92 | 1:39,91 |
| 14        | Sverige                | Karin Olsson Lina Engren                | 50,37 | 49,93 | 1:40,30 |
| 15        | Rumänien               | Erika Kovacs Maria Spirescu             | 50,12 | 50,62 | 1:40,74 |